# 유니세프 한국위원회
유니세프한국위원회는 대한민국 서울시 마포구에 위치한 유엔아동기금(United Nations Children's Fund)의 한국 사무소이다.

## 역사
대한민국은 한국 전쟁이 발발하기 전인 1948년부터 유니세프의 구호를 받았으며 1950년 3월 25일에는 유니세프와 기본협정을 체결하여 한국에서 구호 활동을 공식적으로 시작하였다. 유니세프는 한국 전쟁이 발발한 이후 1962년까지 담요, 식량, 의류 등을 지원했으며 1976년까지는 한국인의 건강 상태와 건강 설비 개선, 수도 설비기사에 대한 훈련 사업 등을 지원한다. 1986년까지는 어린이 교육 자료 제작, 탁아사업 등 조기 아동교육에 힘썼다. 1993년 12월 말, 한국의 경제 성장에 따라 주한 유니세프 대표부가 한국에서 공식 철수하고, 1994년 1월 1일 유니세프한국위원회로 전환되었다. 이로써 한국은 유니세프의 도움을 받던 수혜국에서 도움을 받는 공여국이 되었다.

### 활동
유니세프한국위원회는 유니세프 본부를 통해 민간부문을 대상으로 한 기금모금사업으로 모인 기부금을 156개국 개발도상국에 보내 어린이를 지원한다. 또한 유니세프의 글로벌 활동, 현재의 세계 어린이 상황을 한국에 홍보하며 어린이 권리를 신장하는 활동을 한다. 국내 아동권리 증진을 위한 활동으로 민간단체 사업 지원, 어린이들의 자발적인 나눔활동을 위한 나눔 권장 활동 전개, 전국 초·중·고등학교 대상 아동권리교육 등을 실시한다. 특별히 유니세프한국위원회는 유니세프의 구호사업과 역할에 대해 학습하고 체험할 수 있는 공간인 유니세프 어린이지구촌체험관을 개관하여 일반인들이 마음껏 방문할 수 있도록 하였다.